# Bernhard Kurt Roch

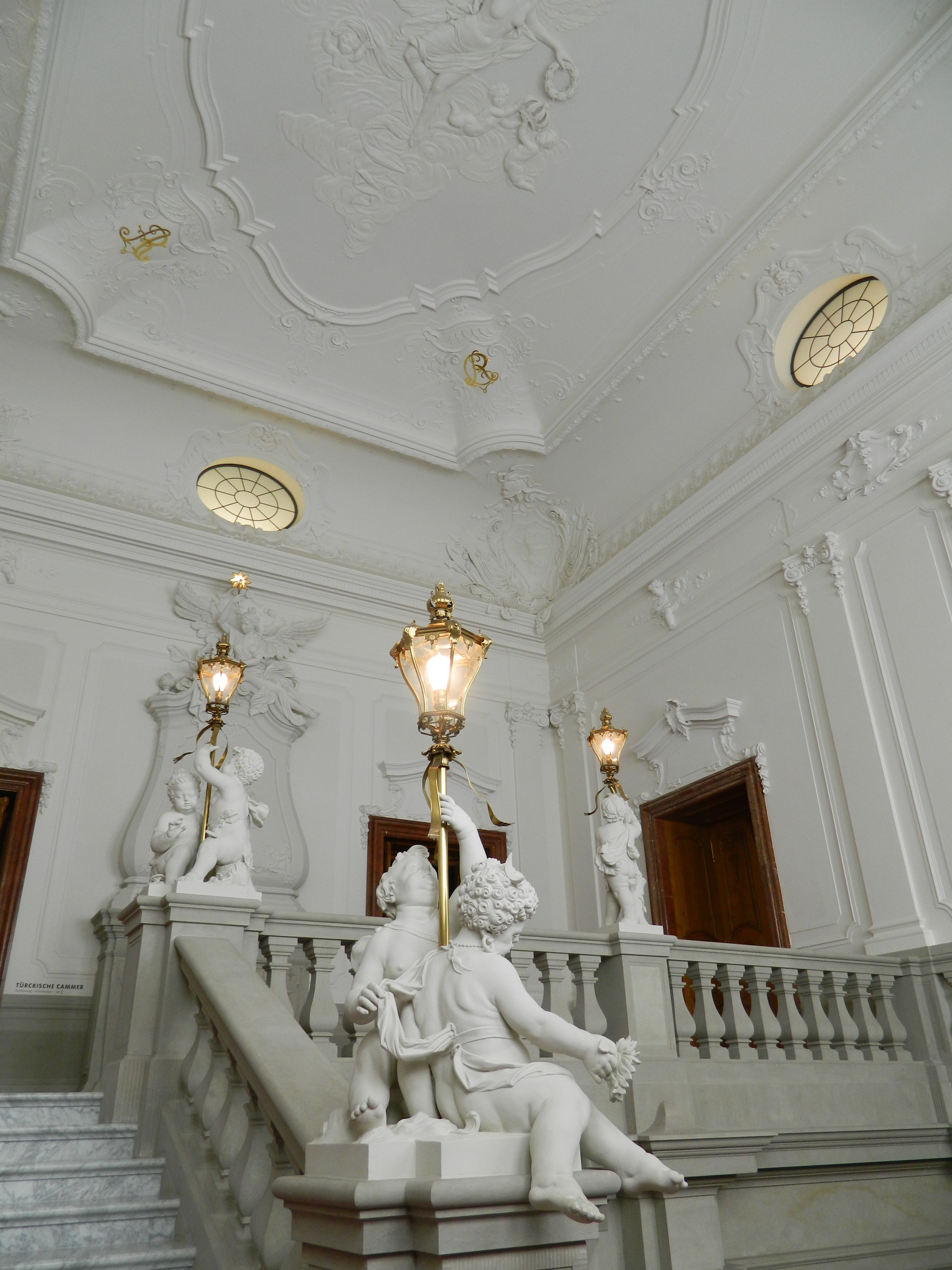
Englische Treppe mit Skulpturen der Erdteile

Bernhard Kurt Roch (auch Bernhard Curt Roch; * 31. August 1847 in Dresden; † 2. Dezember 1922 ebenda) war ein deutscher Bildhauer.

## Leben
Bernhard Kurt Roch studierte an der Kunstakademie Dresden und war Schüler bei Robert Diez. Anschließend arbeitete er freischaffend in Dresden, 1890 wurde der Bildhauer Peter Pöppelmann Mitarbeiter in seinem Atelier. Roch fertigte auch zahlreiche Kleinplastiken aus Bronze an.
Roch fertigte 1895 das Deckenrelief und mehrere barocke Bauplastiken der Englischen Treppe, dem Treppenhaus des Vestibüls des Dresdner Residenzschlosses, das von 2008 bis 2011 vom Dresdner Bildhauer Stefan Dürre rekonstruiert wurde.

## Werke (Auswahl)
- Altaraufsatz, eine Christusdarstellung aus französischem Sandstein für die Gröditzer Kirche[3]
- Modelle für Altar, Kanzel, Taufe und Lesepult, spätere Ausführung durch die Holzschnitzerfirma Johannes Ludwig, für die Lutherkirche in Radebeul[4]
- 1895: Deckenrelief und vier Kandelabergruppen als Symbole der vier Erdteile für die Englische Treppe, das Treppenhaus des Vestibüls des Dresdner Residenzschlosses[5]